# Меморијал Бакије Бакића
Меморијал Бакије Бакића је традиционална манифестација која се одржава у част Бакије Бакића, музичараа, чувеног трубача, вишеструког освајача титуле прва труба Сабора трубача у Гучи, који је пренео славу врањске и српске трубе широм света.
Успешно је водио свој оркестар више од пола века. Умро је у Врању 1989. године, а 2006. године му је откривен споменик. Програм меморијала је садржајан и богат, састоји се из концерта дувачких оркестара, наступа градских културно-уметничких друштава и извођача изворних песама на Градском Тргу. У Врању тада одјекују звуци трубе, познатог дувачког инструмента, који се у Врању свира и чује на јединствен и необичан али за Врање врло препознатљив начин.